# 2-Anilinoethanol
2-Anilinoethanol ist eine chemische Verbindung aus der Gruppe der Aminobenzole und Alkohole.

## Darstellung
2-Anilinoethanol kann durch Umsetzung von Anilin mit 2-Halogenethanolen, zum Beispiel 2-Bromethanol, oder durch Umsetzung von Monoethanolamin mit Monohalogenbenzolen in Gegenwart von Kupfer(I)-iodid und Kaliumhydroxid hergestellt werden.

## Verwendung
2-Anilinoethanol kann zur Synthese von Indol verwendet werden. Poly(2-anilinoethanol) ist ein organischer Halbleiter.